# Nœud constricteur
Le nœud constricteur est un nœud à fort serrage, d'où son nom en référence au Boa constrictor. Il est très proche du nœud de cabestan mais permet une fixation plus pérenne. Il peut être simple, doublé voire triplé.

## Nouage
Une boucle vient appuyer sur une sorte de demi-clé : elle empêche tout desserrement du nœud et assure un très fort serrage. C'est cette boucle qu'il faudra couper pour démonter ce nœud auto-bloquant.

Pour un usage permanent, il est impératif de bien rapprocher les ganses, de le serrer fortement puis d'araser les bouts sortant, voire de les brûler (cordage synthétique).

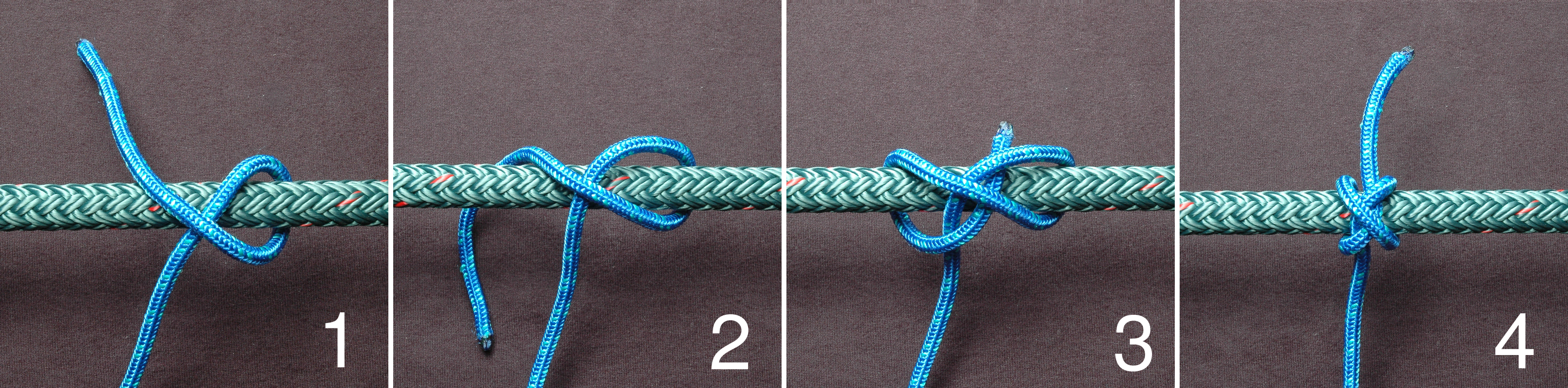
Schéma de réalisation du nœud

## Usage
Le nœud constricteur permet par exemple de faire rapidement : une surliure provisoire pour éviter que le cordage ne se décommette ; une fixation provisoire ; fermer un sac.

## Sécurité
Ce nœud n'est efficace que pour serrer des objets dont la surface est arrondie ; ne pas utiliser par exemple sur un tube de section carrée.
Si le cordage utilisé est de trop forte section ce nœud risque de perdre de son efficacité par manque de serrage.

## Variations

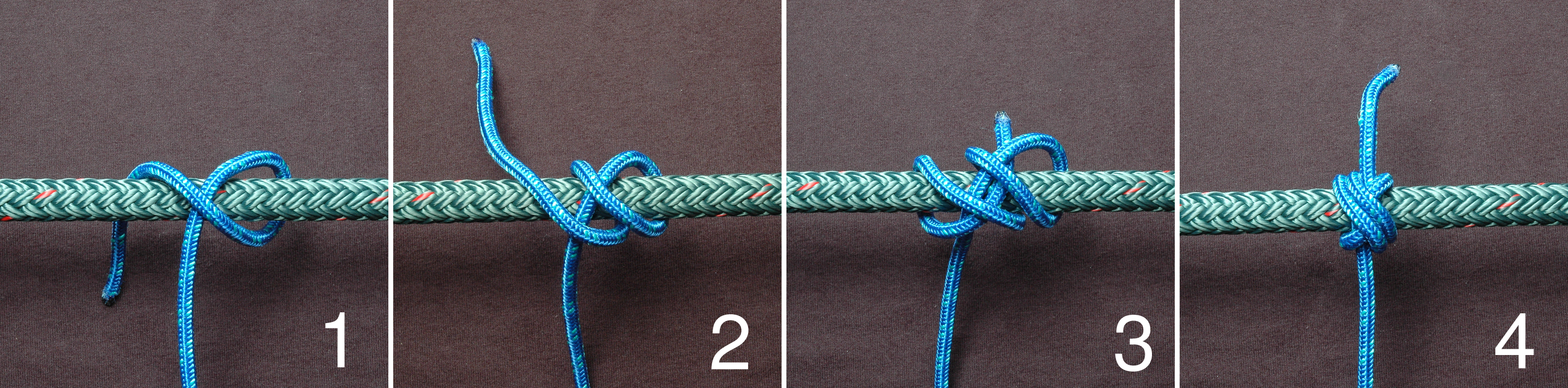
Schéma de réalisation du nœud double

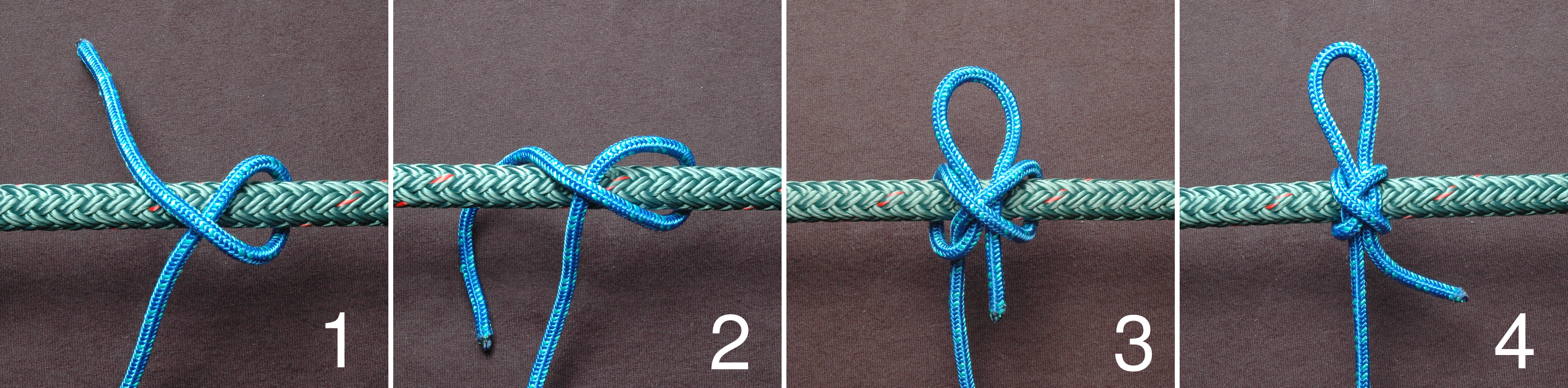
Schéma de réalisation du nœud gansé

Constricteur double
Constricteur gansé

## Divers
Ce nœud est identique à celui qu'utilisait le meunier pour fermer ses sacs de farine.

Il peut être utilisé comme point de départ au nouage d'un bonnet turc 4 x 3.